# 혈액

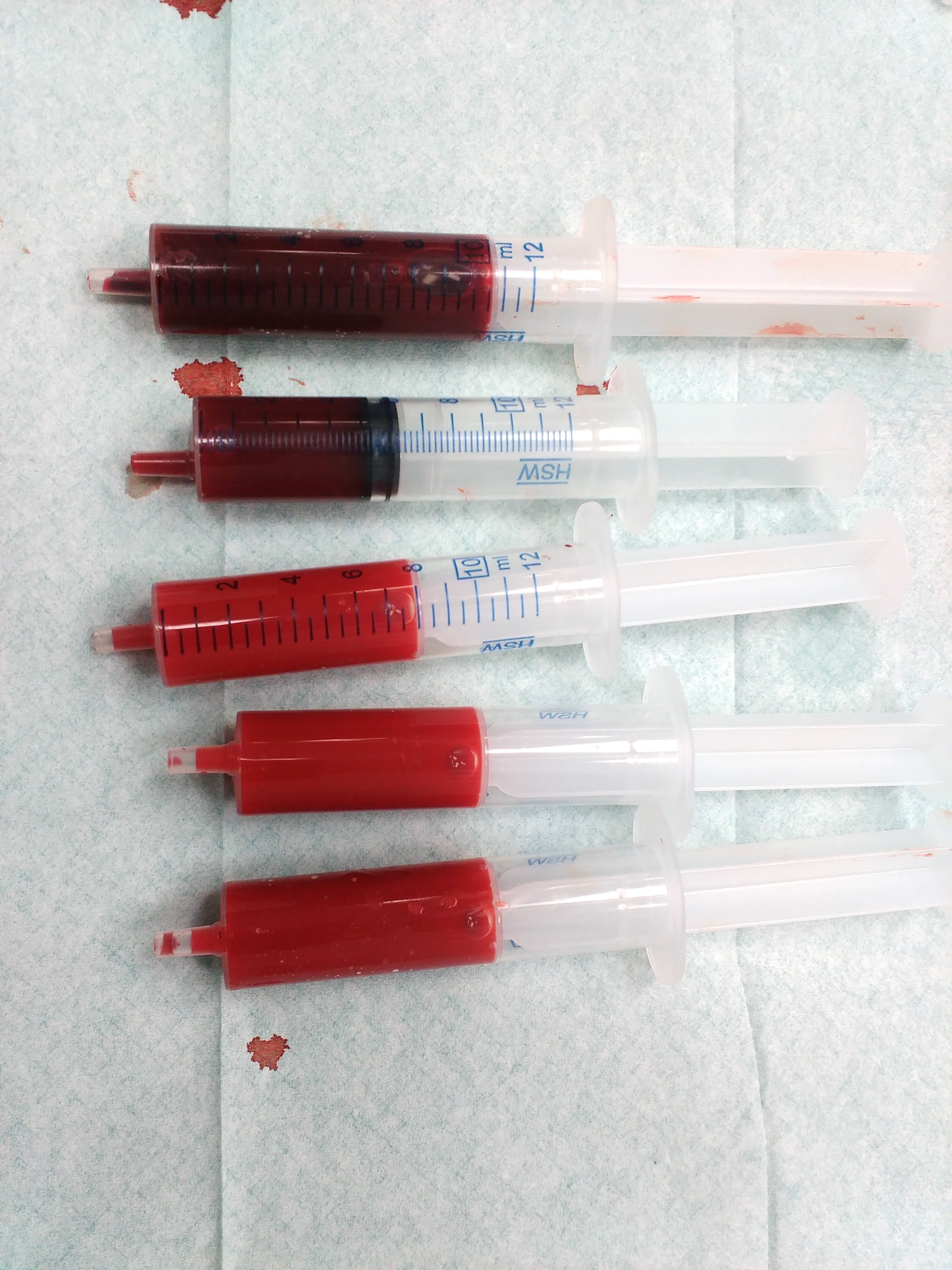
밝은 쪽이 동맥혈, 어두운 쪽이 정맥혈이다.

혈액(血液) 또는 피는 몸 안의 세포에 산소와 영양소를 공급하고 세포의 신진대사에 의해 발생하는 이산화탄소와 노폐물을 회수하여 운반하는 것과 같은 역할을 하는 체액이다. 보통은 피라고 부른다. 혈액은 결합 조직의 한 종류로 액체 성분인 혈장과 적혈구, 백혈구, 혈소판과 같은 각종 세포로 이루어져 있다. 사람의 경우 혈액 속의 세포 용적은 여성의 경우 약 38%, 남성의 경우 약 46% 정도이다.

## 역할
혈액이 하는 역할로는 다음과 같은 것들이 있다.
- 체조직으로 영양소를 운반한다.
- 허파나 아가미에서 호흡을 통해 산소를 받아들이고 이산화탄소를 배출한다.
- 몸의 여러 조직에서 나오는 노폐물을 신장으로 운반한다.
- 내분비계통에서 만들어진 호르몬을 목표 기관까지 운반한다.
- 온혈동물의 경우 몸 안에서 발생하는 열을 운반하여 체온을 유지한다.
- 질병에 대항하는 면역 인자를 가지고 있다.
- 체내 삼투압과 수분 평형에 관여한다.
- 몸의 수소 이온 농도를 유지한다.

## 조성

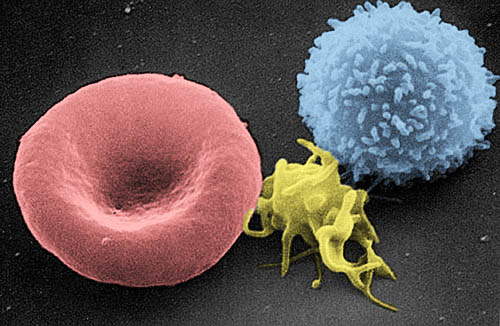
혈세포의 전자현미경 사진.
왼쪽부터 적혈구, 혈소판, 백혈구

동물의 혈액은 혈장과 혈구로 구성된다. 척추동물의 경우 혈구는 혈액의 약 45%, 혈장은 혈액의 약 55% 정도를 차지한다. 혈장의 90%는 물이다. 다음 표는 사람의 혈액 조성이다.
혈구에는 적혈구·백혈구·혈소판이 있으나, 무척추동물에서는 일반적으로 백혈구만 볼 수 있다. 적혈구는 호흡 색소(혈색소)인 헤모글로빈을 포함하고 있는 혈구로서, 낙타·라마를 제외한 일반적인 포유류의 적혈구는 한가운데가 들어간 원반 모양이며 핵이 없다. 이에 비하여, 낙타·라마 류의 동물의 적혈구는 타원형이고, 한가운데에 핵이 있다. 척추동물의 혈색소는 어느 것이나 적혈구 속에 헤모글로빈으로 함유되어 있으나, 무척추동물의 혈색소는 주로 혈장에 들어 있다. 백혈구는 혈색소를 갖지 않는 혈액 속의 세포를 통틀어 일컫는 것으로 여러 가지 종류가 있으며 혈액을 가진 모든 동물에서 볼 수 있다. 혈소판은 모양이 일정하지 않은 부정형으로서, 핵은 없고 혈액 응고 작용에 관계한다. 이러한 혈구, 특히 적혈구를 만드는 기관을 조혈 기관이라고 한다. 양서류 가운데 무미류와 파충류·조류 및 포유류에서는 골수가 대표적인 조혈 기관이다. 양서류 가운데 유미류에서는 지라와 몸 속에 흩어져 있는 특정한 종류의 조직이 조혈 기관의 일을 맡아 하고 있다. 한편, 조류나 포유류에서는 발생 단계에 따라 조혈 기관이 변한다. 즉, 배(胚)의 시기에는 간, 배의 후기에는 지라나 골수에서 혈액이 생성된다. 한편, 오래 된 혈구는 주로 지라나 간 및 골수에서 파괴된다. 백혈구는 배의 시기에는 간·지라 및 골수에서 만들어져 지라에서 파괴된다.

### 혈장 단백질
혈장의 약 91%는 물이고 혈장 단백질은 혈장 가운데 약 7%를 차지한다. 일부 항체와 단백질 형태의 호르몬을 제외한 대부분의 혈장 단백질은 간에서 생성된다. 혈장 단백질은 수소 이온을 흡수하거나 배출할 수 있어 혈액의 pH를 7.4로 유지하는 역할을 한다. 글로불린은 알파, 베타, 감마의 세 종류가 있으며 이 가운데 알파와 베타는 간에서 합성되고 감마글로불린은 림프계통에서 합성된다. 림프계통에서 합성되는 감마글루블린은 면역 항체로서 중요한 기능을 한다.
혈장 단백질은 알부민, 글로불린, 피브리노겐 등으로 구성되어 있으며 세부적으로는 약 80여 종에 이른다. 알부민은 가용성 단백질 가운데 황산암모늄으로는 침전되지 않는 단순 단백질을 총칭하는 것이고, 글로불린은 물에 녹지 않으며 약한 염기성 또는 중성 염류 용액에 녹는 단순 단백질이다. 한편, 피브리노겐은 수용성 단백질로 혈액 응고에 관여하여 혈소판의 침전 속도와 혈액의 점성에 영향을 미친다.
혈장 단백질은 거대 유기 분자와 결합하여 운반 작용을 하는데, 알부민은 헤모글로빈의 분해 산물인 빌리루빈을 운반하고, 글로불린을 포함하고 있는 지단백질은 콜레스테롤을 운반한다.

### 혈구
혈구에는 적혈구, 백혈구, 혈소판이 있다. 적혈구는 혈색소를 포함하고 있으며 산소와 이산화탄소를 운반한다. 적혈구는 척추동물의 경우 낙타와 같은 특이한 경우를 제외하면 가운데가 움푹한 원반 모양을 하고 있으며, 크기는 지름 약 7.5µm 두께 약 1.5µm이다. 적혈구에 있는 혈색소는 철분을 함유하고 있는 포르피린과 구상 단백질인 글로빈의 복합체이다. 혈액은 혈색소 덕분에 동일한 양의 물보다 약 60배 많은 산소를 수용할 수 있다.
백혈구는 적혈구와 달리 자체적으로 세포핵을 지니고 있으며 독자적인 운동을 할 수 있다. 염색하였을 때 세포내에 알갱이가 염색되는 과립성 백혈구와 알갱이가 염색되지 않는 무과립성 백혈구로 구분된다. 과립성 백혈구로는 염색 특징에 따라 호산성 백혈구, 호염기성 백혈구, 호중성 백혈구가 있고, 무과립성 백혈구로는 림프구와 단백구가 있다. 백혈구는 골수에 있는 공통 조상 세포인 조혈모세포에서 증식된 뒤 혈액 속으로 유입된다.
혈소판은 골수의 거핵 세포에서 분리되어 나오는 부정형의 조직으로 크기는 약 3-4µm이다. 주된 역할은 손상된 혈관에서 응고 작용을 일으켜 혈액의 손실을 막고 혈관의 재생을 돕는 것이다.

## 순환계통

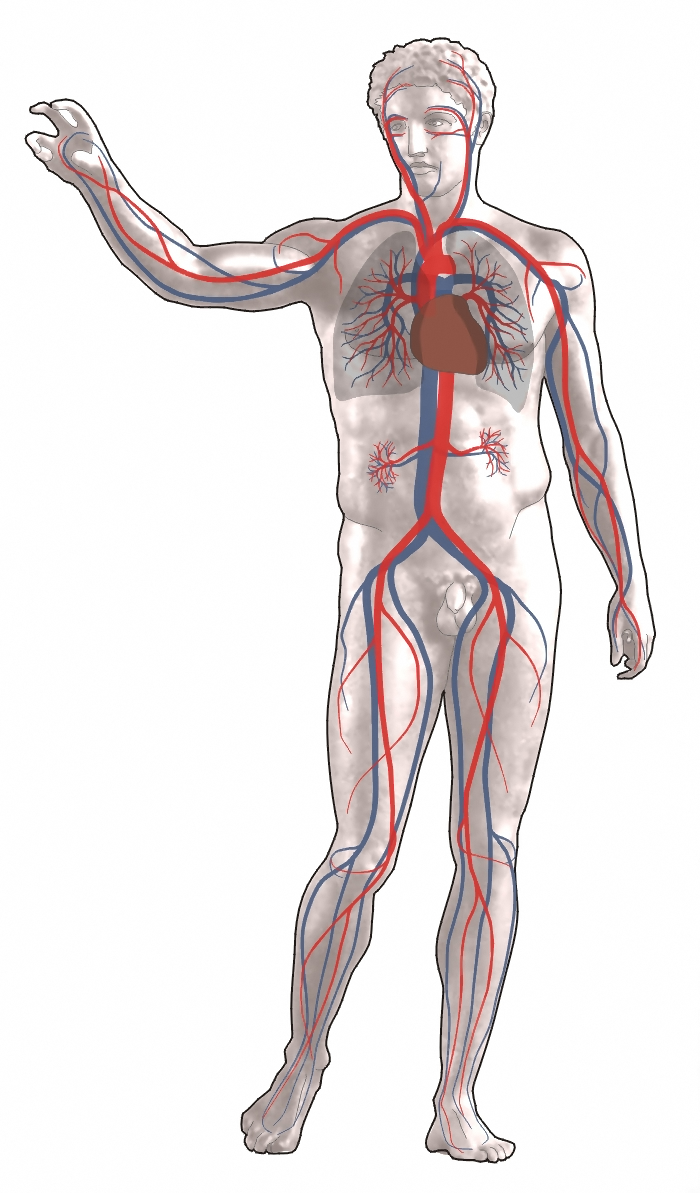
인간의 순환계통

동물의 혈관계는 개방 혈관계와 폐쇄 혈관계로 나뉜다.

### 개방 혈관계
절지동물인 새우의 경우, 개방 혈관계에서 산소가 포함된 혈액은 심장으로부터 혈관을 통해 몸의 중요한 부분까지 운반되는데, 혈관은 그다지 길지 않고 단순하다. 더구나 모세 혈관이 없으므로, 혈액은 혈관의 말단으로부터 직접 조직 속으로 흘러들어가, 세포 사이에 있는 체강액(체액)과 섞이게 된다. 이렇게 하여 조직 세포에 산소를 공급한 혈액은, 정맥에 해당되는 단순한 혈관에 모인 후 아가미를 거치면서 산소를 많이 함유하여 심장으로 다시 돌아온다. 이러한 순환계를 개방 혈관계라고 하며, 무척추동물에서 널리 볼 수 있다.

### 폐쇄 혈관계
환형동물, 원색동물 및 척추동물의 경우, 심장에서 나간 혈액은 허파나 아가미에서 가스 교환이 이루어지고, 대동맥을 통하여 몸의 세부에까지 산소를 운반하는데, 동맥과 정맥은 모세 혈관에 의해 연결되어 있어서, 개방 혈관계와는 달리 혈액이 조직 속으로 직접 흘러드는 일이 없다. 가스 교환은 모세 혈관의 얇은 막을 통하여 혈액과 조직 세포와의 사이에서 이루어진다. 또, 수분이나 영양분·노폐물 등도 모세 혈관의 벽을 통하여 조직 세포에 공급되거나 혈액 속으로 들어간다. 모세 혈관은 마침내 정맥으로 이어져, 혈액은 다시 심장으로 돌아온다. 이와 같은 순환계를 폐쇄 혈관계라고 한다.

## 혈색소

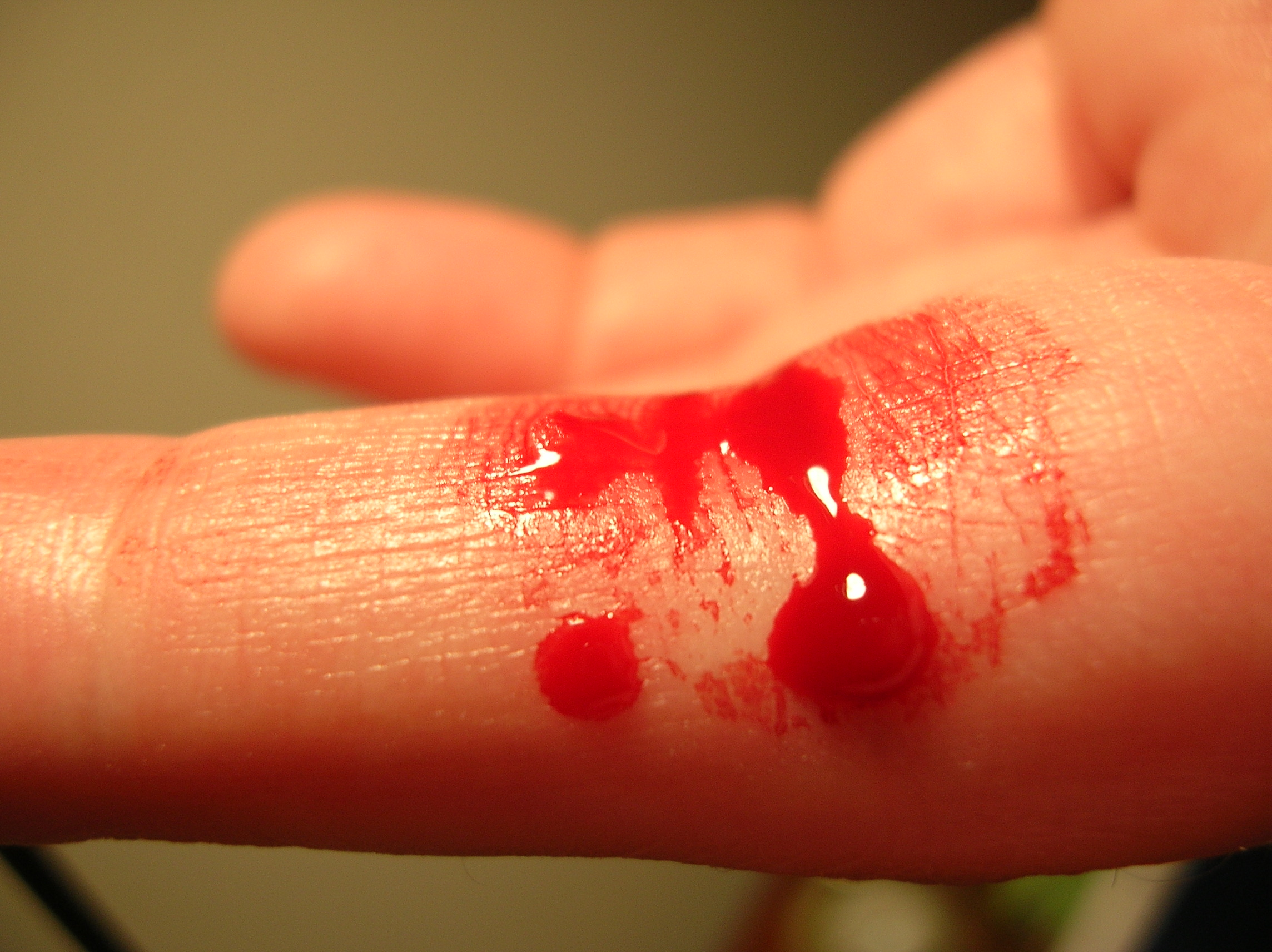
인간의 피가 붉게 보이는 것은 적혈구에 포함된 헤모글로빈 때문이다.

혈액에는 여러 가지 물질이 녹아 있어서 무색인 경우는 드물다. 척추동물의 혈액이 붉은색을 띠는 것은 주로 적혈구 속에 포함되어 있는 헤모글로빈 때문이다. 무척추동물 중에도 혈액이 붉은색을 띠고 있는 것이 있으나, 이것은 혈장 속에 붉은색의 혈색소가 포함되어 있기 때문이다. 혈액 속에 직접 녹아 있는 산소의 양만으로는 생명 활동에 충분하지 못하므로, 산소와 능동적으로 결합하여 보다 많은 산소를 운반하는 혈색소의 존재가 중요하게 된다. 이들 혈색소는 모두 금속 원소를 포함하고 있는 단백질로서, 산소 분압이 높은 호흡 기관에서 산소와 결합하며, 분압이 낮은 조직 세포에서는 산소를 해리하여 조직 세포에 방출하는 역할을 한다. 이와 같이 혈색소는 산소 분자를 주고받는 일을 하므로 보통 '호흡 색소'라고도 한다. 척추동물의 혈색소는 적혈구 속에 헤모글로빈으로 함유되어 있으나, 무척추동물의 다른 종류의 혈색소는 혈장에 들어 있다. 동물의 혈색소에는 헤모글로빈·헤모시아닌·클로로크루오린·헤모에리드린 등 여러 가지가 있다. 갑각류 등의 피가 녹색으로 보이는 까닭은 헤모시아닌에 함유된 구리때문이다.

### 헤모글로빈

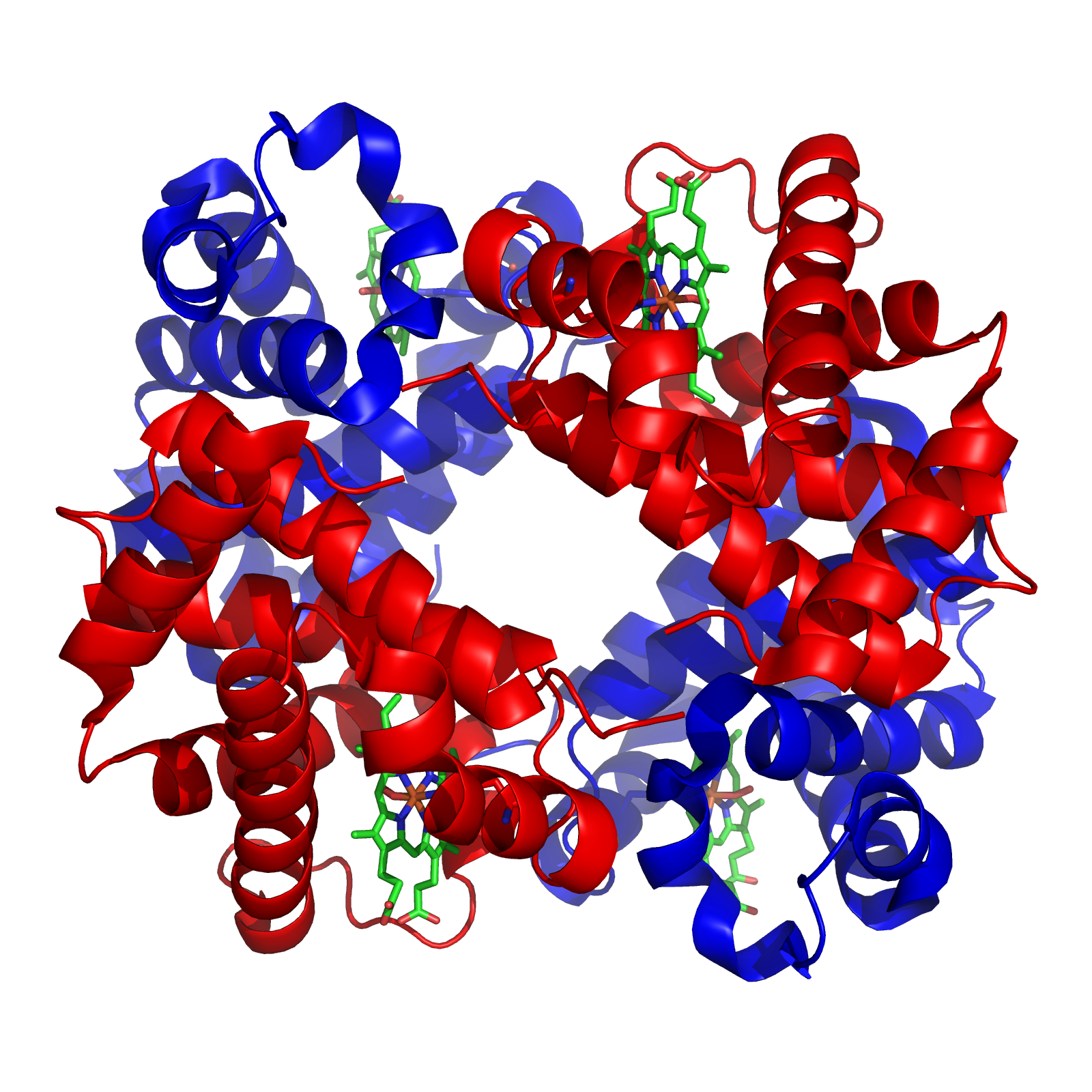
헤모글로빈의 구조.
그림에서 녹색이 색소인 햄, 붉은 색과 파란 색은 단백질 구조이다.

헤모글로빈은 네 개의 햄 색소와 각각 알파와 베타로 불리는 두 개의 단백질 사슬로 이루어져 있다. 헤모글로빈은 철을 포함하여 산소와 가역적인 방법으로 결합한다. 헤모글로빈은 세포에서 방출되는 이산화탄소와도 결합하여 세포 조직으로 산소를 해리하고 이산화탄소를 체외로 내보내게 된다. 이때, 이산화탄소는 산소와 달리 햄 구조의 다른 부분에 결합하여 헤모글로빈은 산소와 이산화탄소를 동시에 처리할 수 있게 된다. 체내의 이산화탄소는 약 8%가 혈장에 녹아들고 20%는 헤모글로빈과 결합하며 나머지 70%는 적혈구의 다른 부분에 스며들게 된다. 이산화탄소가 적혈구로부터 농도가 낮은 혈장으로 녹아드는 것을 막기 위해 적혈구는 물과 효소를 사용하여 이산화탄소를 탄산으로 변화시키고 이를 다시 중탄산이온과 수소이온으로 분리시킨 다음 중탄산이온은 혈장으로 내보내고 수소이온 만을 헤모글로빈과 결합시킨다. 이러한 과정을 염화물 전환이라고 하며, 그 결과 혈장의 이산화탄소 농도를 낮추고 주변 조직들로부터 더 많은 이산화탄소를 받아들일 수 있게 된다.

### 헤모시아닌
두족류, 복족류와 같은 연체동물이나 대다수의 절지동물의 경우 혈색소는 헤모시아닌으로 이루어져 있다. 헤모시아닌은 두 개의 구리와 산소가 결합하여 체내에 산소를 운반한다. 산소를 얻게 되면 산화구리의 색인 푸르스름한 빛을 지니게 되고 산소를 잃으면 무색이 된다.
대부분의 연체동물은 헤모시아닌을 혈색소로 갖고 있으나 일부 종류는 헤모글로빈과 헤모시아닌을 모두 갖고 있는 경우도 있고 어린 때에는 헤모글로빈이 있다가 성체가 되면 헤모시아닌을 혈색소로 갖고 있는 경우도 있다. 한편 연체동물 중에서도 혈색소가 헤모글로빈인 경우도 있는데, 피조개, 꼬막과 같은 것이 대표적이다.

### 기타
갯지렁이는 클로로크로우린을 혈색소로 사용하는데, 이 혈색소는 헤모글로빈과 같이 철을 산소와 결합하는 매개체로 사용하지만 헤모글로빈보다는 산소 결합력이 떨어진다. 혈중에 클로로크로우린의 농도가 높을 경우 붉은 색을 띄며 옅으면 녹색을 띈다.

## 혈액과 건강
- 출혈: 건강한 성인 남성의 경우 외상을 입어 출혈이 있더라도 전체 혈액의 약 20%(1L)까지는 신체에 큰 무리가 오지 않는다. 그러나 40%에 해당하는 2L 가량의 혈액을 잃었을 경우 쇼크에 빠질 수 있고 뼈가 부러지는 것과 같은 부상을 입었을 때에는 내출혈이 일어날 수 있다. 혈액에는 혈소판과 같은 응고 인자가 있어 더 이상 출혈이 일어나지 않도록 손상된 혈관을 막는다.[14]

### 혈액과 관련이 있는 질병
- 백혈병 - 백혈구가 이상 증식하는 질병이다.
- 당뇨병 - 인슐린 작용이 부족하여 혈액 내에 당분이 과도하게 분포하는 것이 주요 원인인 질병이다.
- 빈혈 - 혈액 내에 헤모글로빈의 농도가 부족한 질병이다. 겸형 적혈구 빈혈증은 적혈구의 모양이 변형된 유전성 질환이다.
- 혈우병 - 혈액을 응고하는 인자가 부족하여 출혈이 멈추지 않는 유전성 질환이다.
- 후천성 면역 결핍 증후군 - 인간 면역 결핍 바이러스에 의해 백혈구가 감염되어 면역 체계가 작동하지 않는 감염성 질환이다.

## 혈액형
혈액형은 적혈구의 세포막에 있는 당단백질의 항원 기능에 따라 혈액의 종류를 구분한 것이다. 1901년 오스트리아의 카를 란트슈타이너(Karl Landsteiner)에 의해 구분된 ABO식 혈액형이 유명하나 사람의 경우 이 외에도 RH식, MNSs, Lewis Duffy, Kidd 등 500여 가지 항원이 존재한다. 이 가운데 ABO식과 RH식이 중요하게 다루어지는 것은 수혈을 하였을 때 항원항체 반응으로 서로 다른 혈액형의 적혈구를 파괴하기 때문이다. ABO식에도 많은 돌연변이가 있어 약(弱)A형이나 약B형의 경우 O형으로 오진될 수 있고, AB인자가 결합되어 O형의 배우자와 만나 낳은 자식이 AB형이 되는 시스-AB형, A인자와 B인자가 함께 있는 혈액 키메라 등이 생길 수 있다. 인간 이외의 다른 동물도 혈액형이 구분되는데 개와 같은 경우 11가지의 혈액형이 알려져 있다.
한편, 일본, 대한민국 등에서 유행하는 ABO식 혈액형에 따른 성격 구분은 과학적 근거가 없는 것으로 일종의 사이비과학이다. 2006년 성균관대학교 물리학과 교수 김범준은 대한민국에서 성격과 혈액형에는 실제로 아무런 연관이 없다는 조사 결과를 발표하였다.

## 같이 보기
- 출혈
- 헌혈
- 혈압
- 대체 혈액
- 혈액 검사
- 헤모포비아